# Iliniza
Iliniza är ett berg i Ecuador. Det ligger i den centrala delen av landet, 50 km söder om huvudstaden Quito. Toppen på Iliniza är 5 248 meter över havet.
Terrängen runt Iliniza är kuperad åt sydost, men åt nordväst är den bergig. Iliniza är den högsta punkten i trakten. Runt Iliniza är det ganska tätbefolkat, med 222 invånare per kvadratkilometer. Närmaste större samhälle är Sigchos, 19,5 km väster om Iliniza. Omgivningarna runt Iliniza är en mosaik av jordbruksmark och naturlig växtlighet.